# مقاطعة سميت (كولورادو)
مقاطعة سميت (بالإنجليزية: Summit County)‏ هي إحدى مقاطعات ولاية كولورادو في الولايات المتحدة الأمريكية.